# Alfonso d'Orléans
Alfonso d'Orléans, V duca di Galliera (nome completo: Alfonso María Francisco Antonio Diego; Madrid, 12 novembre 1886 – Sanlúcar de Barrameda, 6 agosto 1975), è stato un principe spagnolo della dinastia francese degli Orléans, infante di Spagna, e generale dell'aviazione spagnola.

## Biografia
Figlio dell'Infanta Eulalia di Borbone-Spagna e di Antonio d'Orléans, nel 1899 assieme al fratello minore Luigi Ferdinando fu mandato al Beaumont College, gestito dai gesuiti, rimanendovi fino al 1904. Nel 1906 Alfonso uscì dall'accademia Militare di Toledo e nel 1910 iniziò il suo addestramento come pilota d'aeroplano in Francia: tornato in Spagna, in breve divenne uno tra i migliori e più decorati aviatori del paese e nel 1925 diresse le operazioni aeree per lo sbarco anfibio ad Al-Hoseyma in Marocco.
Nel 1928 Alfonso visitò l'America del Nord accompagnata dalla moglie e dal primogenito in un viaggio che avrebbe dovuto precedere quello di Alfonso XIII, che non avvenne mai. Il 13 novembre arrivarono a New York, soggiornando in casa del generale Cornelius Vanderbilt e furono ospiti di Moses Taylor Pyne  nella sua villa a Roslyn, a Long Island. Proseguirono per Filadelfia, dove incontrarono di Joseph E. Widener, per Washington, DC (venendo ricevuti dal vicepresidente Charles G. Dawes), Boston, Montréal (incontrando il Governatore del Quebec, Narcisse Pérodeau), Detroit e le Cascate del Niagara. Due anni dopo, nel mese di maggio 1930, Alfonso prese parte al volo del Graf Zeppelin da Siviglia al Brasile, e da lì, sempre in dirigibile, raggiunse New York ed incontrò il presidente Herbert Hoover a Washington, prima di tornare in Spagna.
Il 27 febbraio 1931 fu nominato da suo cugino Alfonso XIII Capo del Personale dell'Aeronautica spagnola e alla guida della Prima Divisione Aerea.
Dopo la fondazione della Seconda Repubblica Spagnola il 14 aprile 1931 Alfonso fu esiliato a Londra: al suo ritorno in Spagna nel 1932 fu incarcerato a Villa Cisneros, oggi Dakhla, nell'attuale Sahara occidentale. Il 1º gennaio 1933, Alfonso e circa altri trenta altri prigionieri monarchici fuggirono con una nave, navigando per circa 1800 miglia fino a Lisbona. Nel 1937 dopo l'inizio della Guerra civile spagnola Alfonso tornò in Spagna per dirigere le forze aeree del Generale Francisco Franco: alla fine della guerra fu promosso Generale. Posto a capo della Seconda Divisione Aerea nel 1940, tre anni dopo fu promosso al rango di Brigadiere Generale.
Per molti anni Alfonso fu il rappresentante ufficioso in Spagna di Giovanni di Borbone-Spagna, conte di Barcellona, figlio ed erede di re Alfonso XIII. Nel 1941 Alfonso fu il padrino per il secondo maschio del conte, anch'esso di nome Alfonso. Nel 1945 Alfonso si dimise dai suoi incarichi nell'aeronautica spagnola per mostrare il proprio sostegno al "manifesto di Losanna", un manifesto del conte di Barcellona che sosteneva il ripristino della monarchia. Questa sua decisione mise fine alla sua carriera militare; continuò a pilotare velivoli da civile.
Nel 1975 morì per un attacco di cuore nel suo palazzo a Sanlúcar de Barrameda: la Fundación Infante de Orleans, un fondazione dedita al recupero e alla conservazione dei velivoli storici spagnoli, creata nel 1989, è stata chiamata così in suo onore.

## Matrimonio e famiglia
Il 15 luglio 1909.  Alfonso sposò la principessa Beatrice di Gran Bretagna (1884-1966), figlia del duca Alfredo di Gran Bretagna, a sua volta secondo figlio della regina Vittoria del Regno Unito, e della duchessa Marija Aleksandrovna di Russia: ci fu prima una cerimonia civile allo Schloss Rosenau, poi una cerimonia religiosa cattolica nella chiesa di S. Agostino a Coburgo ed infine una protestante allo Schloss Callenberg. Il New York Times scrisse che Alfonso non aveva avuto il permesso del cugino Alfonso XIII di Spagna di sposarsi e che "era stato privato dei suoi titoli e decorazioni": Beatrice, nata protestante, aveva scelto di non convertirsi al cattolicesimo.
Alcuni giorni dopo il matrimonio si seppe che Alfonso XIII non aveva avuto alcuna obiezione personale sulle nozze (la sposa era inoltre prima cugina di sua moglie) e che, anzi, le aveva incoraggiate e aveva impiegato la sua influenza per ottenere una dispensa in modo da permettere una cerimonia cattolica. Tuttavia, il governo spagnolo asserì che le nozze di un infante spagnolo con una protestante non potevano ricevere un'approvazione ufficiale: Alfonso fu rimosso dal suo reggimento. Il Times riportò che egli sarebbe stato "giudicato da un consiglio disciplinare per essersi sposato senza il permesso delle autorità militari".
Alfonso e Beatrice ebbero tre figli:
- Alvaro d'Orléans (20 aprile 1910 - 22 agosto 1997), duca di Galliera
- Alfonso d'Orléans (28 maggio 1912 - 18 novembre 1936)
- Ataulfo d'Orléans (20 ottobre 1913 - 8 ottobre 1974)

Nel 1911 Alfonso fu restituito al grado di tenente dell'esercito e l'anno seguente Alfonso XIII ripristinò i suoi titoli: nel 1913, infine, Beatrice divenne cattolica.

## Ascendenza
|                                      |                                      |                                            | Genitori                         |  |  | Nonni |  |  | Bisnonni                 |  |  | Trisnonni                           |  |
|                                      |                                      |                                            |                                  |  |  |       |  |  | Luigi Filippo di Francia |  |  | Luigi Filippo II di Borbone-Orléans |  |
|                                      |                                      |                                            |                                  |  |  |       |  |  | Luigi Filippo di Francia |  |  | Luigi Filippo II di Borbone-Orléans |  |
|                                      |                                      | Luisa Maria Adelaide di Borbone-Penthièvre |                                  |  |  |       |  |  | Luigi Filippo di Francia |  |  |                                     |  |
| Antonio d'Orléans                    |                                      |                                            |                                  |  |  |       |  |  | Luigi Filippo di Francia |  |  |                                     |  |
|                                      |                                      | Maria Amalia di Borbone-Due Sicilie        | Ferdinando I delle Due Sicilie   |  |  |       |  |  |                          |  |  |                                     |  |
|                                      |                                      | Maria Amalia di Borbone-Due Sicilie        | Ferdinando I delle Due Sicilie   |  |  |       |  |  |                          |  |  |                                     |  |
|                                      |                                      | Maria Amalia di Borbone-Due Sicilie        | Maria Carolina d'Asburgo-Lorena  |  |  |       |  |  |                          |  |  |                                     |  |
| Antonio d'Orléans                    |                                      | Maria Amalia di Borbone-Due Sicilie        |                                  |  |  |       |  |  |                          |  |  |                                     |  |
|                                      |                                      | Ferdinando VII di Spagna                   | Carlo IV di Spagna               |  |  |       |  |  |                          |  |  |                                     |  |
|                                      |                                      | Ferdinando VII di Spagna                   | Carlo IV di Spagna               |  |  |       |  |  |                          |  |  |                                     |  |
|                                      |                                      | Ferdinando VII di Spagna                   | Maria Luisa di Borbone-Parma     |  |  |       |  |  |                          |  |  |                                     |  |
| Luisa Ferdinanda di Borbone-Spagna   |                                      | Ferdinando VII di Spagna                   |                                  |  |  |       |  |  |                          |  |  |                                     |  |
|                                      |                                      | Maria Cristina di Borbone-Due Sicilie      | Francesco I delle Due Sicilie    |  |  |       |  |  |                          |  |  |                                     |  |
|                                      |                                      | Maria Cristina di Borbone-Due Sicilie      | Francesco I delle Due Sicilie    |  |  |       |  |  |                          |  |  |                                     |  |
|                                      |                                      | Maria Cristina di Borbone-Due Sicilie      | Maria Isabella di Borbone-Spagna |  |  |       |  |  |                          |  |  |                                     |  |
| Alfonso d'Orléans                    |                                      | Maria Cristina di Borbone-Due Sicilie      |                                  |  |  |       |  |  |                          |  |  |                                     |  |
|                                      | Francesco di Paola di Borbone-Spagna | Carlo IV di Spagna                         |                                  |  |  |       |  |  |                          |  |  |                                     |  |
|                                      | Francesco di Paola di Borbone-Spagna | Carlo IV di Spagna                         |                                  |  |  |       |  |  |                          |  |  |                                     |  |
|                                      | Francesco di Paola di Borbone-Spagna | Maria Luisa di Borbone-Parma               |                                  |  |  |       |  |  |                          |  |  |                                     |  |
| Francesco d'Assisi di Borbone-Spagna | Francesco di Paola di Borbone-Spagna |                                            |                                  |  |  |       |  |  |                          |  |  |                                     |  |
|                                      |                                      | Luisa Carlotta di Borbone-Due Sicilie      | Francesco I delle Due Sicilie    |  |  |       |  |  |                          |  |  |                                     |  |
|                                      |                                      | Luisa Carlotta di Borbone-Due Sicilie      | Francesco I delle Due Sicilie    |  |  |       |  |  |                          |  |  |                                     |  |
|                                      |                                      | Luisa Carlotta di Borbone-Due Sicilie      | Maria Isabella di Borbone-Spagna |  |  |       |  |  |                          |  |  |                                     |  |
| Eulalia di Borbone-Spagna            |                                      | Luisa Carlotta di Borbone-Due Sicilie      |                                  |  |  |       |  |  |                          |  |  |                                     |  |
|                                      |                                      | Ferdinando VII di Spagna                   | Carlo IV di Spagna               |  |  |       |  |  |                          |  |  |                                     |  |
|                                      |                                      | Ferdinando VII di Spagna                   | Carlo IV di Spagna               |  |  |       |  |  |                          |  |  |                                     |  |
|                                      |                                      | Ferdinando VII di Spagna                   | Maria Luisa di Borbone-Parma     |  |  |       |  |  |                          |  |  |                                     |  |
| Isabella II di Spagna                |                                      | Ferdinando VII di Spagna                   |                                  |  |  |       |  |  |                          |  |  |                                     |  |
|                                      |                                      | Maria Cristina di Borbone-Due Sicilie      | Francesco I delle Due Sicilie    |  |  |       |  |  |                          |  |  |                                     |  |
|                                      |                                      | Maria Cristina di Borbone-Due Sicilie      | Francesco I delle Due Sicilie    |  |  |       |  |  |                          |  |  |                                     |  |
|                                      |                                      | Maria Cristina di Borbone-Due Sicilie      | Maria Isabella di Borbone-Spagna |  |  |       |  |  |                          |  |  |                                     |  |
|                                      |                                      | Maria Cristina di Borbone-Due Sicilie      |                                  |  |  |       |  |  |                          |  |  |                                     |  |